# Свети Димитър (Цървеняно)
Вижте пояснителната страница за други значения на Свети Димитър.
„Свети Димитър“ е православен храм в село Цървеняно, община Кюстендил, обявена за паметник на културата.
Църквата е построена в 1884 година, в махалата Грънчарица, на място, свързано със стари вярвания и традиции. Достроявана е в началото на ХХ век.
Представлява безкуполна базилика с вкопан кораб, удължаван при дострояването в началото на ХХ век. Градежът на старата част е от по-груби, големи камъни с неправилна форма, хармонично редувани с плочи. По-новата част е изградена от тухли и цимент.
Църквата е ограбвана многократно.